# Mihai Chițac
Mihai Chițac (* 4. November 1928 in Suharău, Kreis Botoșani; † 1. November 2010 in Bukarest) war ein rumänischer Militär und Politiker.

## Leben
Chițac war 1989 im Auftrag von Nicolae Ceaușescu gegen die antikommunistischen Demonstranten im westrumänischen Timișoara vorgegangen. In der Regierung von Präsident Ion Iliescu war er Innenminister und verantwortlich für das brutale Vorgehen gegen eine bürgerliche Demonstration auf dem Universitätsplatz in Bukarest im Jahre 1990. 2008 wurde er vom Obersten Gericht Rumäniens zu 15 Jahren Haft verurteilt.
Er starb am 1. November 2010 gegen 10 Uhr morgens in seinem Haus.